# Shenshek
Shenshek là một vị vua của một vài vùng thuộc Ai Cập trong thời kỳ Chuyển tiếp thứ hai, vào khoảng thế kỷ thứ XVII TCN, và có lẽ thuộc về vương triều thứ 14. Do đó ông sẽ trị vì toàn bộ khu vực phía Đông đồng bằng châu thổ sông Nile từ Avaris và có thể là cả phía Tây đồng bằng châu thổ. Vị trí và danh tính của ông hiện chưa rõ ràng.

## Chứng thực
Shenshek chỉ được biết đến từ một con dấu bọ hung duy nhất mà được nhà Ai Cập học Manfred Bietak phát hiện tại Avaris, ngày nay là Tell el-Dab'a. Con dấu bọ hung này ngày nay nằm tại Bảo tàng Ai Cập, số thứ tự TD-6160[50].

## Danh tính
Nguồn lịch sử chính cho việc đồng nhất và vị trí trong biên niên sử của các vị vua vương triều thứ 14 là cuộn giấy cói Turin, một bản danh sách vua được biên soạn vào Thời đại Ramesses. 
Việc đồng nhất Shenshek với một trong số những tên gọi nằm trong bản danh sách này là một điều khó khăn bởi cuộn giấy cói Turin chỉ ghi lại tên prenomen trong khi Shenshek là một tên nomen. Mặc dù các nhà Ai Cập học Darrell Baker và Kim Ryholt nghĩ rằng có thể Shenshek đã thực sự được ghi lại trên bản danh sách này, việc đồng nhất nó vẫn còn là phỏng đoán cho tới khi nào tìm thấy một hiện vật mang cả tên nomen và prenomen của Shenshek.
Sau khi phát hiện con dấu này, Bietak đề xuất rằng Shenshek là một biến thể của tên vị vua Maaibre Sheshi, vị trí trong biên niên sử của ông ta có phần không chắc chắn và có thể cũng thuộc vương triều thứ 14. Giả thuyết này bị Baker và Ryholt bác bỏ. Căn cứ vào một sự sắp xếp thứ tự của các con dấu thuộc thời kỳ Chuyển tiếp thứ Hai, Ryholt đề xuất rằng Shenshek đã trị vì sau thời của Nehesy và trước thời Yaqub-Har.